# Josip Ciril Oblak
Josip Ciril Oblak, slovenski pravnik, potopisec, planinski pisatelj in esejist, * 10. december 1877, Ljubljana, † 12. december 1951, Kredarica.
Oblak je bil navdušen planinec, markacist, publicist, potopisec, tajnik in blagajnik Ziljske podružnice Slovenskega planinskega društva. Kot estet in etik si je prizadeval za poglobljen, pristen odnos do narave in hoje po gorah, kamor je tudi sam rad zahajal. Smrtno se je ponesrečil pod Kredarico.
Oblak je gimnazijo obiskoval v Ljubljani, maturiral 1896, nato študiral pravo na Dunaju in v Gradcu kjer je leta 1902 doktoriral. Nato je bil do 1906 sodniški prisednik brez glasovne pravicce (avskultant), odvetniški kandidat v Celovcu 1906–1910 in nato odvetnik v Ljubljani. Kot gimnazijec je bil član dijaškega literarnega društva »Zadruga«, kjer je bil v prijateljskih stikih z I. Cankarjem.
V Planinskem vestniku je od njegovega začetka objavljal prispevke. Leta 1895 je tam objavil pesmi: Oda Vodniku in Triglavu, ter prve turistične članke: Na Krim! (1896), Velo polje in Vodnikova koča (1896), Iz Borovnice v Cerknico (1897). Kot visokošolec je deloval v »reklamnem odseku« Slovenskega planinskega društva ter v praški Politiki 1897 objavil  prvi pregled razvoja slovenskega planinstva: »Die Turistik u. die Slovenen« in v Slovenskih novicah članke: Naši turistični spisi (1897), Ob Ljubljanici (1898), Ob otvoritvi vrhniške železnice (1898) Spomini s Triglava (1899). S potovanja po Bosni in Hercegovini je objavil »Spomini na Bosno« (1900) in »Pismo iz Sarajeva« (1900). Napisal je tudi več satiričnih člankov. 

Oblak je napisal prvo slovensko knjigo s planinsko tematiko: Golica in Kadilnikova koča. Objavljal pa je tudi članke o Koroški ter sodeloval ob prevratu v Avstriji 1918 pri narodnoobrambnem delu. V nasproju z Tumo, ki je poudarjal športno stran planinstva, je Oblak zagovarjal predvsem njegovo umetniško estetsko bistvo.